# Jörgen Brink
Per Jörgen Brink (ur. 10 marca 1974 w Delsbo) – szwedzki biegacz narciarski i biathlonista, trzykrotny medalista mistrzostw świata w narciarstwie klasycznym.

## Kariera
Po raz pierwszy na arenie międzynarodowej pojawił w styczniu 1994 roku, startując na mistrzostwach świata juniorów w Breitenwang. Zdobył tam brązowy medal w sztafecie, w biegu na 10 km techniką klasyczną zajął 27. miejsce, a na dystansie 30 km stylem dowolnym uplasował się jedną pozycję wyżej.
25. miejsce w biegu na 10 km techniką klasyczną oraz 32. miejsce w biegu na 30 km stylem dowolnym. Podczas rozgrywanych rok później mistrzostw świata juniorów w Harrachovie zwyciężył w sztafecie, był drugi na 30 km stylem dowolnym oraz czwarty w biegu na 10 km klasykiem.
Jego olimpijskim debiutem były igrzyska w Salt Lake City w 2002 roku, gdzie zajął 24. miejsce w sprincie techniką dowolną. Cztery lata później podczas igrzysk olimpijskich w Turynie zajął 30. miejsce w biegu łączonym na 30 km oraz 51. miejsce na dystansie 50 km stylem dowolnym.
W 2001 roku wystartował na mistrzostwach świata w Lahti zajmując 19. miejsce w sprincie techniką dowolną. Mistrzostwa świata w Val di Fiemme w 2003 roku były najbardziej udanymi w jego karierze. Indywidualnie wywalczył brązowe medale w biegu łączonym na 30 km oraz na dystansie 50 km techniką dowolną. Ponadto wspólnie z Andersem Södergrenem, Perem Elofssonem i Mathiasem Fredrikssonem wywalczył także brązowy medal w sztafecie 4 × 10 km. Dwa lata później, podczas mistrzostw świata w Oberstdorfie jego najlepszym wynikiem było zaledwie 27. miejsce w sprincie stylem klasycznym.
Startuje także w zawodach cyklu FIS Marathon Cup. W 2010 i 2011 roku wygrywał najstarszy i największy maraton narciarski na świecie, szwedzki Vasaloppet, a w 2007 roku był trzeci. W 2010 roku był drugi w estońskim Tartu Maraton, a w 2011 zajął drugie miejsce w największym norweskim maratonie Birkebeinerrennet. W klasyfikacji generalnej najlepiej wypadł w sezonie 2011/2012, kiedy był trzeci za Czechem Stanislavem Řezáčem i Norwegiem Andersem Auklandem. Ponadto w 2003 roku był wicemistrzem Szwecji w biegu na 10 km techniką dowolną, a na tym samym dystansie techniką klasyczną wywalczył brązowy medal. Rok później był wicemistrzem Szwecji w sprincie stylem klasycznym.
Od 2007 roku uprawiał także biathlon. Jego największym sukcesem w tej dyscyplinie jest piąte miejsce w sprincie rozegranym 13 marca 2009 roku w kanadyjskim Vancouver. W 2008 roku wystartował na mistrzostwach Europy w Novym Měscie zajmując między innymi 12. miejsce w sprincie oraz 14. miejsce w sztafecie. Nie startował na mistrzostwach świata w biathlonie.

## Osiągnięcia w biegach narciarskich

### Igrzyska olimpijskie
| Miejsce | Dzień     | Rok  | Miejscowość    | Konkurencja            | Czas biegu | Strata  | Zwycięzca             |
| ------- | --------- | ---- | -------------- | ---------------------- | ---------- | ------- | --------------------- |
| 24.     | 19 lutego | 2002 | Salt Lake City | Sprint stylem dowolnym | 2:56,9     | -       | Tor Arne Hetland      |
| 30.     | 12 lutego | 2006 | Turyn          | 2 × 15 km łączony      | 1:17:00,8  | +2:34,5 | Jewgienij Diemientjew |
| 51.     | 26 lutego | 2006 | Turyn          | 50 km st. dowolnym     | 2:06:11,8  | +5:07,4 | Giorgio Di Centa      |

### Mistrzostwa świata
| Miejsce | Dzień     | Rok  | Miejscowość   | Konkurencja              | Czas biegu | Strata  | Zwycięzca        |
| ------- | --------- | ---- | ------------- | ------------------------ | ---------- | ------- | ---------------- |
| 19.     | 21 lutego | 2001 | Lahti         | Sprint stylem dowolnym   | 3:14,1     | -       | Tor Arne Hetland |
| 7.      | 19 lutego | 2003 | Val di Fiemme | 30 km stylem klasycznym  | 1:12:29,3  | +9,4    | Thomas Alsgaard  |
| 3.      | 23 lutego | 2003 | Val di Fiemme | 2 × 10 km łączony        | 47:42,3    | +0,4    | Per Elofsson     |
| 3.      | 25 lutego | 2003 | Val di Fiemme | Sztafeta 4 × 10 km       | 1:31:56,4  | +16,4   | Norwegia         |
| 3.      | 1 marca   | 2003 | Val di Fiemme | 50 km stylem dowolnym    | 1:54:25,3  | +43,7   | Martin Koukal    |
| 52.     | 20 lutego | 2005 | Oberstdorf    | 2 × 15 km łączony        | 1:19:20,5  | +6:26,0 | Vincent Vittoz   |
| 27.     | 22 lutego | 2005 | Oberstdorf    | Sprint stylem klasycznym | 2:32,1     | +6,9    | Wasilij Roczew   |

### Mistrzostwa świata juniorów
| Miejsce | Dzień       | Rok  | Miejscowość | Konkurencja             | Wynik     | Strata  | Zwycięzca         |
| ------- | ----------- | ---- | ----------- | ----------------------- | --------- | ------- | ----------------- |
| 27.     | 26 stycznia | 1994 | Breitenwang | 10 km stylem klasycznym | 28:36,5   | +1:40,6 | Grigorij Gutnikow |
| 3.      | 28 stycznia | 1994 | Breitenwang | Sztafeta 4 × 10 km      | 1:55:55,6 | +1:36,9 | Japonia           |
| 26.     | 30 stycznia | 1994 | Breitenwang | 30 km stylem dowolnym   | 1:18:07,8 | +4:02,9 | Mitsuo Horigome   |

### Puchar Świata

#### Miejsca w klasyfikacji generalnej
- sezon 1998/1999: 86.
- sezon 1999/2000: 61.
- sezon 2001/2002: 16.
- sezon 2002/2003: 3.
- sezon 2003/2004: 22.
- sezon 2004/2005: 30.
- sezon 2005/2006: 58.

#### Miejsca na podium chronologicznie
| Nr | Dzień       | Rok  | Miejscowość   | Konkurencja              | Czas biegu | Pozycja | Strata | Zwycięzca           |
| -- | ----------- | ---- | ------------- | ------------------------ | ---------- | ------- | ------ | ------------------- |
| 1. | 13 marca    | 2002 | Oslo          | Sprint stylem klasycznym | -          | 2       | -      | Jens Arne Svartedal |
| 2. | 12 stycznia | 2003 | Otepää        | 30 km stylem klasycznym  | 1:20:24,8  | 1       | -      | -                   |
| 3. | 12 lutego   | 2003 | Reit im Winkl | Sprint stylem dowolnym   | -          | 2       | -      | Cristian Zorzi      |
| 4. | 22 marca    | 2003 | Falun         | 20 km łączony            | 57:17,0    | 3       | +18,4  | Mathias Fredriksson |
| 5. | 5 marca     | 2004 | Lahti         | Sprint stylem dowolnym   | -          | 3       | -      | Thobias Fredriksson |

### FIS Marathon Cup

#### Miejsca w klasyfikacji generalnej
- sezon 2006/2007: 24.
- sezon 2009/2010: 9.
- sezon 2010/2011: 6.
- sezon 2011/2012: 3.
- sezon 2012/2013: 14.

#### Miejsca na podium
| Nr | Dzień     | Rok  | Zawody            | Dystnas                 | Czas biegu | Strata | Pozycja | Zwycięzca       |
| -- | --------- | ---- | ----------------- | ----------------------- | ---------- | ------ | ------- | --------------- |
| 1. | 4 marca   | 2007 | Vasaloppet        | 90 km stylem klasycznym | 4:43:40,0  | +25,0  | 3       | Oskar Svärd     |
| 2. | 21 lutego | 2010 | Tartu Maraton     | 63 km stylem klasycznym | 2:59:41,0  | +1,0   | 2       | Anders Aukland  |
| 3. | 7 marca   | 2010 | Vasaloppet        | 90 km stylem klasycznym | 4:02:59,4  | -      | 1       | -               |
| 4. | 6 marca   | 2011 | Vasaloppet        | 90 km stylem klasycznym | 3:51:51,7  | -      | 1       | -               |
| 5. | 19 marca  | 2011 | Birkebeinerrennet | 54 km stylem klasycznym | 2:39:54,0  | +1,0   | 2       | Stanislav Řezáč |
| 6. | 19 lutego | 2012 | Tartu Maraton     | 63 km stylem klasycznym | 2:43:21,0  | -      | 1       | -               |
| 7. | 4 marca   | 2012 | Vasaloppet        | 90 km stylem klasycznym | 3:38:41,3  | -      | 1       | -               |
| 8. | 17 lutego | 2013 | Tartu Maraton     | 63 km stylem klasycznym | 2:45:01,7  | +0,4   | 2       | Simen Østensen  |

### Visma Ski Classics

#### Miejsca w klasyfikacji generalnej
- sezon 2011: 4.
- sezon 2012: 3.
- sezon 2013: 4.
- sezon 2014: 7.
- sezon 2014/2015: 30.
- sezon 2015/2016: 23.
- sezon 2016/2017: 50.
- sezon 2017/2018: 32.
- sezon 2018/2019: 53.
- sezon 2019/2020: 112.

## Osiągnięcia w biathlonie

### Mistrzostwa Europy
| Miejsce | Dzień     | Rok  | Miejscowość | Konkurencja       | Czas biegu | Strata  | Strzelanie | Zwycięzca          |
| ------- | --------- | ---- | ----------- | ----------------- | ---------- | ------- | ---------- | ------------------ |
| 29.     | 20 lutego | 2008 | Nové Město  | Bieg indywidualny | 50:29,5    | +5:06,1 | 5          | Tomasz Sikora      |
| 14.     | 22 lutego | 2008 | Nové Město  | Sprint            | 26:33,3    | +1:17,0 | 3          | Artiom Gusiew      |
| 25.     | 23 lutego | 2008 | Nové Město  | Bieg pościgowy    | 39:15,3    | +3:53,6 | 9          | Siergiej Konowałow |
| 12.     | 24 lutego | 2008 | Nové Město  | Sztafeta 4 7,5 km | 1:29:19,4  | +7:55,3 | 3+14       | Rosja              |

### Puchar Świata

#### Miejsca w klasyfikacji generalnej
| Sezon     | Miejsce |
| --------- | ------- |
| 2008/2009 | 69.     |
| 2009/2010 | 113.    |

#### Miejsca na podium
Brink nie stawał na podium zawodów Pucharu Świata w biathlonie.